# Confessions of a Broken Heart (Daughter to Father)
"Confessions of a Broken Heart (Daughter to Father)" é uma música da cantora e atriz norte-americana, Lindsay Lohan. Foi lançado como o primeiro single de seu segundo álbum de estúdio, A Little More Personal (Raw) em 15 de janeiro de 2006. A canção tem o estilo pop rock e foi escrita pela própria Lohan como uma carta ao seu pai, Michael Lohan, que sobreviveu a um acidente de carro pelo qual ele foi acusado de dirigir alcoolizado. A escrita e a produção adicional foi feita por Kara DioGuardi e Greg Wells. 
A primeira prévia da música foi lançada no AOL Music, em 30 de setembro de 2005. Porém, a canção só foi lançada oficialmente em 15 de janeiro de 2006 pela gravadora Casablanca Records.
A música recebeu criticas mistas dos críticos musicais, que elogiaram a convicção de Lohan na música, mas consideraram clichê o lamento de "eu-odeio-você-papai". O single teve um bom desempenho pelo mundo, chegando a 57ª posição nos Estados Unidos, sendo esse o único single de Lohan até agora a entrar na Billboard Hot 100. Na Austrália foi um sucesso chegando a 7ª posição. A música foi apresentada no American Music Awards, em 2005, e no Total Request Live da MTV.

## Antecedentes
"Confessions of a Broken Heart (Daughter to Father)" foi escrita por Lohan como uma carta ao seu pai, Michael Lohan, que foi preso em 2005, após sobreviver a um acidente de carro no qual foi acusado de dirigir alcoolizado. Também colaboraram com a letra e a produção musical Greg Wells e Kara DioGuardi.

## Videoclipe

Duas cenas do videoclipe, na imagem da esquerda, a irmã de Lohan, Ali, chorando em seu quarto ao escutar seus pais brigando. Na segunda imagem, os pais de Lohan brigando na sala.

O videoclipe foi dirigido pela própria Lohan e filmado em Chelsea, em Manhattan, Nova Iorque, e faz referências a relação conturbada de sua família.
No vídeo, é apresentado cortes de Lohan no banheiro enquanto os pais dela, Michael e Dina (interpretados por Drake Andrew Hay e Vitória, respectivamente), discutem e brigam na sala. Sua irmã, Ali Lohan (que interpreta a si mesma, de acordo com Lohan), vai para seu quarto chorando depois de chegar em casa do balé. As três salas são mostradas por detrás de uma janela de uma loja de departamento, da qual uma multidão de pessoas observam tudo. No final do vídeo, Lohan está por trás do vidro e as fotografias que trazem lembranças, voam para o vidro que explode. Lohan disse que nas palavras dela, "minha vida está em exibição".
O clipe foi lançado no programa Making the Video da MTV, junto com os bastidores, e mais tarde lançado no iTunes Store em 25 de outubro de 2005. O vídeo foi aclamado pela crítica, e alguns meios o consideraram um dos maiores videoclipes "de cortar a coração" de todos os tempos.

## Versões oficiais
- "Confessions of a Broken Heart (Daughter To Father)" (Radio Edit) - 3:38
- "Confessions of a Broken Heart (Daughter To Father)" (Dave Audé Remix) - 4:47

## Desempenho
| Charts (2005)                      | Posição |
| ---------------------------------- | ------- |
| Austrália - ARIA Charts            | 7       |
| Ucrânia FDR Pop                    | 7       |
| Coreia do Sul Gaon Chart           | 37      |
| Áustria - Ö3 Austria Top 40        | 74      |
| Estados Unidos - Billboard Hot 100 | 57      |
| Estados Unidos - Hot Digital Songs | 14      |